# Mexikos Davis Cup-lag
Mexikos Davis Cup-lag kontrolleras av mexikanska tennisförbundet och representerar Mexiko i tennisturneringen Davis Cup, tidigare International Lawn Tennis Challenge. Mexiko debuterade i sammanhanget 1924. Laget slutade tvåa i 1962 års turnering.